# Mihály Babits
Mihály Babits (pronunciat "Mihaai Babich") (26 de novembre del 1883, Szekszárd - 4 d'agost del 1941, Budapest) fou un poeta, narrador i traductor hongarès.

## Biografia
Babits nasqué a Szekszárd. Des del 1901 fins al 1905 rebé instrucció a la Universitat de Budapest, on conegué altres intel·lectuals de la seva generació, com Dezső Kosztolányi o Gyula Juhász. S'esforçà per reeixir com a professor, ofici que acompliria en distintes ciutats del país: Baja (1905 - 1906), Szeged (1906 - 1908), Fogaras (1908 - 1911), Újpest (1911) i Budapest (1912 - 1918). A partir del 1918 encetà la seva carrera literària, i es revelà com un notable estilista i un poeta amb inquietuds filosòfiques (denotà un especial interès per pensadors com Henri Bergson o Friedrich Nietzsche). Els seus poemes gaudien d'una certa reputació des del 1908. L'any 1911 esdevingué un dels redactors de la revista Nyugat (Occident), en què també col·laboraren altres autors notables com Endre Ady, Gyula Krúdy o Aladár Schöpflin.
Durant l'any 1908 realitzà un viatge per Itàlia, mercès al qual sorgí la seva inclinació per Dant. Aquesta experiència l'impulsà a traduir l'obra mestra del toscà: la Divina comèdia (Infern, 1913 - Purgatori, 1920 - Paradís, 1923). Després de la Revolució hongaresa de 1919, va fer-se professor de literatures estrangeres i literatura hongaresa moderna a la Universitat Eötvös Loránd, però aviat en fou despatxat per la seva actitud pacífica després de la caiguda del govern revolucionari.
El 1921 s'uní en matrimoni amb Ilona Tanner, poeta que posteriorment es donaria a conèixer amb el pseudònim Sophie Török. Dos anys després es traslladà a Esztergom. El 1927 es feu membre del Kisfaludy Társaság (Societat Kisfaludy), alhora que era comissari del Premi Baumgarten.
L'any 1929 esdevé cap dels editors de la publicació Nyugat (ocupació que fins al 1933 compartí amb Zsigmond Móricz), tasca que no abandonaria fins a la seva defunció, l'agost del 1941, a causa d'un càncer de laringe diagnosticat quatre anys abans.

## Obra
Reculls de poemes
- Levelek Iris koszorújából, 1909 (Fulles de la corona d'Iris)
- Herceg, hátha megjön a tél is! 1911 (Príncep, i si arriba l'hivern!)
- Recitativ, 1916 (Recitatiu)
- A Nyugatalanság völgye, 1920 (La vall de la inquietud)
- Sziget és tenger, 1925 (Illa i mar)
- Az istenek halnak, az ember él, 1929 (Els déus moren, l'ésser humà viu)
- Versenyt az esztendőkkel, 1933 (Cursa contra els anys)
- Jónás Könyve, poema líric en vers, 1940

Novel·les
- A gólyakalifa, 1916 (Califa-cigonya)
- Karácsonyi Madonna, 1920 (La senyora de Nadal)
- Timár Virgil fia, 1922 (El fill de Virgil Timár)
- Kártyavár, 1923 (Castell de cartes)
- Halál fiai, 1927 (Els fills de la mort)
- Elza pilóta vagy a tökéletes társadalom, 1933 (Elsa, pilota, o La societat perfecta)

Assaigs
- Irodalmi problémak, 1917 (Problemes de la literatura)
- Az europai irodalom története, 1941 (Història de la literatura d'Europa)